# Klaus Schröter (Maueropfer)
Klaus Schröter (* 21. Februar 1940 in Friedersdorf; † 4. November 1963 in Berlin) war ein Todesopfer an der Berliner Mauer. Angehörige der Grenztruppen der DDR schossen auf ihn bei einem Fluchtversuch durch die Spree zwischen der Marschallbrücke und dem Reichstagsgebäude. Infolge eines Streifschusses am Hinterkopf verlor er das Bewusstsein und ertrank.

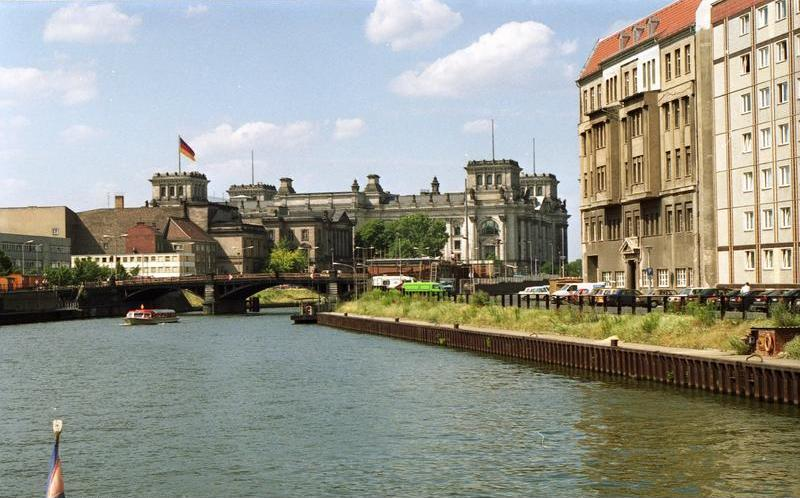
Die Marschallbrücke unter der Schröter ins Wasser ging, im Hintergrund der Reichstag, aufgenommen 1991

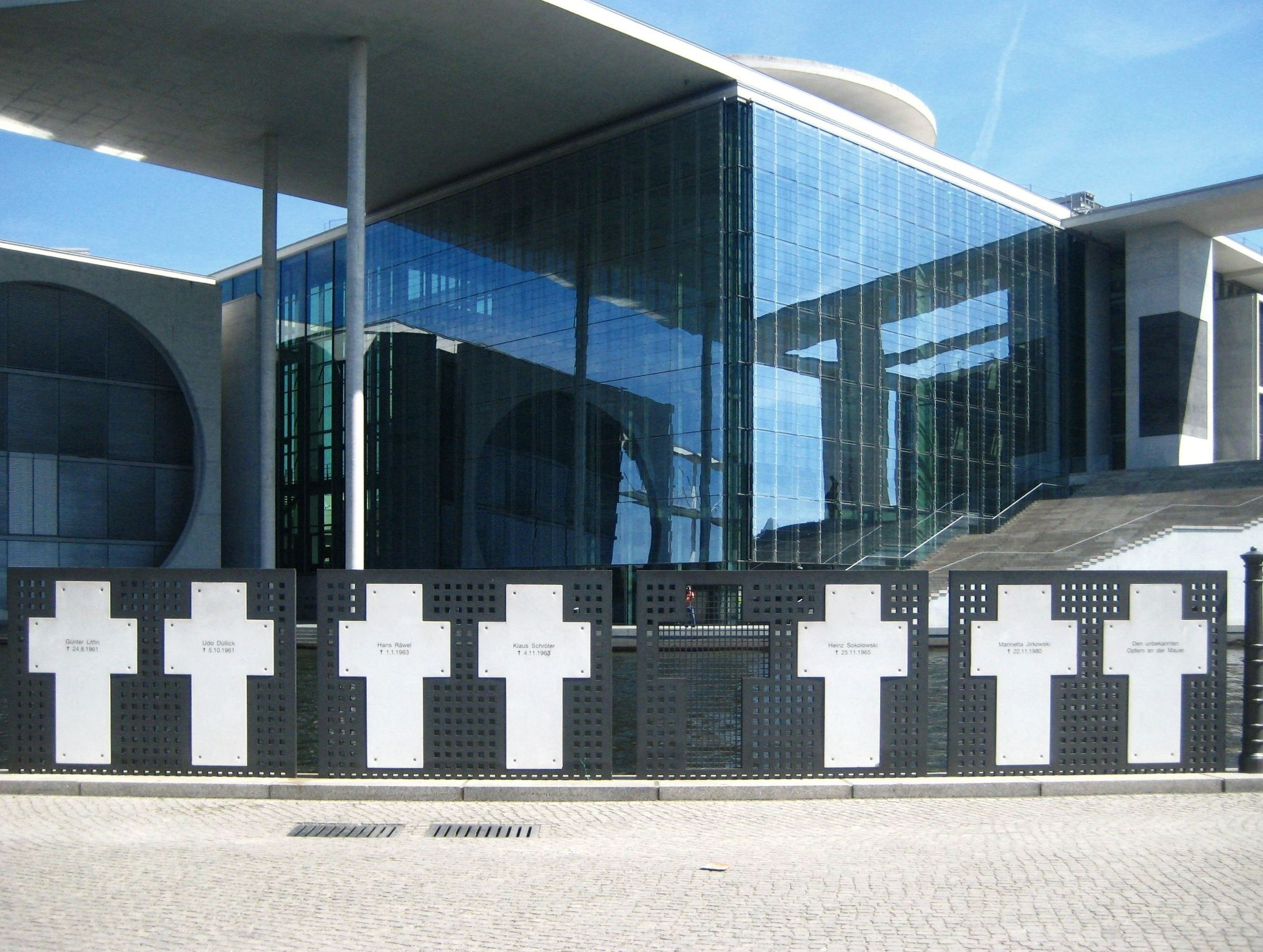
Gedenkstätte Weiße Kreuze – das mittlere der sieben Kreuze ist Klaus Schröter gewidmet. Dem am gleichen Ort verstorbenen Axel Hannemann wird auf der Rückseite gedacht

## Leben
Zusammen mit zwei Brüdern wuchs er in Friedersdorf bei Bitterfeld auf. Sein Elternhaus wurde wegen des Braunkohletagebaus in der Region abgerissen. Nach der Schule absolvierte er erst eine Ausbildung zum Elektromonteur bei Agfa in Wolfen und studierte anschließend in Velten Elektrotechnik. Im September 1961 ging er nach Ost-Berlin und arbeitete dort als Elektroingenieur beim VEB Starkstromanlagenbau in Bezirk Mitte. Er nahm ein Zusatzstudium auf und arbeitete zusätzlich als Dozent an der Volkshochschule in Pankow.

### Fluchtversuch
Sein erfolgreiches Leben im System der DDR endete mit der freiwilligen Kündigung im April 1963, die er wegen einer nicht gewährten Beförderung einreichte. Der Betrieb zwang ihn, seine Kündigung zurückzunehmen. Klaus Schröter begann mit der Planung seiner Flucht in den Westen. Er plante, in der Nähe des Reichstags durch die Spree bis nach West-Berlin zu tauchen. Um sich die Ausrüstung beschaffen zu können, verkaufte er seinen Fernseher und nähte eigenhändig einen Taucheranzug.
Am Morgen des 4. Novembers 1963 fuhr er mit einem Fahrrad zur Marschallbrücke, die weniger als 100 Meter von der Sektorengrenze entfernt war. Er ging unter die Brücke, durchtrennte den Zaun und stieg in den Fluss. Ein Grenzsoldat, der auf einem Wachturm zwischen ihm und West-Berlin stand, entdeckte ihn und eröffnete umgehend das Feuer. Zwei weitere Grenzsoldaten eröffneten ebenfalls das Feuer auf den Flüchtling. Durch einen Streifschuss am Hinterkopf verletzt, verlor Klaus Schröter das Bewusstsein und ertrank in der kalten Spree. An der Suche nach dem Leichnam beteiligte sich die Ost-Berliner Feuerwehr, die eine Wasserwand mit einem Löschboot errichtete, um West-Berliner Augenzeugen den Blick auf die Bergung der Leiche gegen 7.45 Uhr zu verwehren.

### Nachwirken
Die Behörden der DDR gaben gegenüber der Mutter als Todesursache „Ertrinken nach einer Gehirnprellung“ an und drängten sie zu einer Einäscherung. Auch gegenüber den Arbeitskollegen verschleierte das Ministerium für Staatssicherheit die Todesumstände. Nach der deutschen Wiedervereinigung wurden die Schützen 1994 in einem Mauerschützenprozess angeklagt und einer wegen Totschlags verurteilt.
Ein zum Ufer gerichtetes Kreuz der Gedenkstätte Weiße Kreuze am Reichstagsufer erinnert an Klaus Schröter.